# Saint-Martin-de-Lenne
Saint-Martin-de-Lenne è un comune francese di 299 abitanti situato nel dipartimento dell'Aveyron nella regione dell'Occitania.

## Società

### Evoluzione demografica
Abitanti censiti